# PRICELESS人生無價
《Priceless無價人生》（日语： PRICELESS Aru wakene edaro, n'na mon〜 ?）是日本富士電視台於2012年10月22日至2012年12月24日播出的月九連續劇，由木村拓哉主演。第1話及最終話延長30分鐘，第7話及第8話延長15分鐘。木村拓哉是繼《月之戀人》（2010年）相隔2年多後再度主演月九劇，導演鈴木雅之則是執導過《悠長假期》（1996年）、《HERO》（2001年）。

## 概要
生活無憂無慮不在意金錢、有漂亮女友、工作順利受人歡迎的上班族金田一二三男（木村拓哉），某日無預警的被新上司大屋敷統一郎（藤木直人）解僱。金田一被解僱當日，因瓦斯爆炸事件住家全毀。平日不在意金錢開支的金田一，此時才發現自己帳戶竟只剩30日圓。三餐不繼且生計陷入困境的他，在走投無路下只能從零開始，與同樣被解僱的前上司模合謙吾（中井貴一）與女會計二階堂彩矢（香里奈）組成三人組，試圖東山再起。

## 登場人物

### 主要人物
- 金田一二三男（38） - 木村拓哉（SMAP）（少年時期：橫山賢太郎（日语：横山賢太郎））（粵語配音：蘇強文）

當初是奇蹟保溫壺企業開發營業部課長。深受同事、上司和部下的信賴與愛戴。某日突然被公司開除。
- 模合謙吾（46） - 中井貴一（粵語配音：招世亮）

奇蹟保溫壺企劃開發營業部部長，在公司非常沒有存在感。
- 二階堂彩矢（27） - 香里奈（粵語配音：劉惠雲）

奇蹟保溫壺會計部會計師
- 大屋敷統一郎（40） - 藤木直人（幼少期：秋元黎）（粵語配音：陳欣）

奇蹟保溫壺副社長。在父親大屋敷巖過世後繼承社長的職位。因為父親說金田一二三男比較適合當社長，你不適合。開除了金田一。
- 鞠丘貫太（11） - 前田旺志郎（前田前田（日语：まえだまえだ））（粵語配音：陸惠玲）
- 鞠丘兩太（7） -田中奏生（日语：田中奏生）（粵語配音：魏惠娥）

### 奇蹟（Miracle）保溫壺
- 榎本小太郎（25） - 藤谷太輔（Kis-My-Ft2）（粵語配音：李致林）
- 財前修（55） - 尾形一成（粵語配音：李錦綸）
- 大屋敷巖 - 中村敦夫（第1、9話）（特別演出）（粵語配音：盧國權）

### 幸福莊
- 富澤萌（19） - 小嶋陽菜 （AKB48）（第3-5、7-最終話）（粵語配音：陳皓宜）
- 豪田武雄（52） - 酒井敏也（粵語配音：陳卓智）
- 大島陽輝（36） - 澀川清彥（日语：渋川清彦）（粵語配音：劉昭文）
- 鞠丘一厘（64） - 夏木麻里（粵語配音：袁淑珍）

### 其他
- 廣瀨瑤子（24） - 蓮佛美沙子（粵語配音：羅杏芝）
- 廣瀨遼一 - 草刈正雄（第4話～）（粵語配音：張炳強）
- 藤澤健（45） - 升毅（日语：升毅）（粵語配音：陳廷軒）
- 辻義人 - 志賀廣太郎（日语：志賀廣太郎）（第5話～）（粵語配音：林國雄）
- 能見實 - 香川照之（粵語配音：李錦綸）
- 模合德子 - 宮地雅子（日语：宮地雅子）（第3～4話）（粵語配音：黃麗芳）
- 模合奈美 - 伊倉愛美（第3～4話）（粵語配音：何寶珊）

客串演員
- 澤渡正雄 - 岡山一（日语：おかやまはじめ）（第1、6、最終話）（粵語配音：林保全）
- 阿健 - 五頭岳夫（日语：五頭岳夫）（第1～4、8話）（粵語配音：林保全）
- 倉內勉 - 佐戶井健太（日语：佐戸井けん太）（第2話）（粵語配音：蕭徽勇）
- 佐倉辰彥 - 木村祐一（日语：木村祐一）（第2～4話）（粵語配音：葉振聲）
- 德一 - 德井優（日语：徳井優）（第4話）（粵語配音：朱子聰）
- 相模川 - 石井正則（第4話）（粵語配音：陳卓智）
- 相馬 - 平泉成（第7話）（粵語配音：陳永信）
- 阮安新（グェン・アン・シン，音譯） - 川平慈英（日语：川平慈英）（第8話）（粵語配音：許秉珩）
- 佃基夫 - 近江谷太朗（日语：近江谷太朗）（第9話）（粵語配音：陳廷軒）

## 製作團隊
- 編劇：古家和尚、櫻井剛、岡田道尚（協力）
- 音樂：佐藤直紀
- 製作人：牧野正、村瀨健、竹田浩子
- 副製作： 國安馨
- 導演：鈴木雅之、平野真、金井紘
- 副導演：金井紘、三橋利行
- 製作出品：富士電視台戲劇製作中心

## 歌曲
- 主題曲：滾石樂團 《Jumpin' Jack Flash》

## 收視率
| 各話                                                    | 放送日         | 日文標題 | 中文標題                                | 導演     | 收視率 |
| ------------------------------------------------------- | -------------- | -------- | --------------------------------------- | -------- | ------ |
| 第1話                                                   | 2012年10月22日 |          | 貧困的開端......五百日圓很難賺          | 鈴木雅之 | 16.9%  |
| 第2話                                                   | 2012年10月29日 |          | 窮人就是弱者嗎？                        | 鈴木雅之 | 18.8%  |
| 第3話                                                   | 2012年11月23日 |          | 1萬日圓的拉麵                           | 平野眞   | 15.2%  |
| 第4話                                                   | 2012年11月5日  |          | 最後一個人也墮落了                      | 平野眞   | 18.4%  |
| 第5話                                                   | 2012年11月12日 |          | 奇蹟的開始                              | 鈴木雅之 | 15.7%  |
| 第6話                                                   | 2012年11月19日 |          | 日本第一的貧窮社長，誕生！              | 平野眞   | 18.1%  |
| 第7話                                                   | 2012年11月26日 |          | 大逆轉                                  | 鈴木雅之 | 17.2%  |
| 第8話                                                   | 2012年12月10日 |          | 再見......還有，謝謝妳                  | 金井紘   | 20.1%  |
| 第9話                                                   | 2012年12月17日 |          | 最後的戰役〜每個人的想法                | 平野眞   | 17.4%  |
| 最終話                                                  | 2012年12月24日 |          | 完整播出的特別篇 在聖誕夜發生的最後奇蹟 | 鈴木雅之 | 18.7%  |
| 平均收視率17.7%（收視率由Video Research於關東地區統計） |                |          |                                         |          |        |

## 日本國外播出
- 台灣緯來日本台於2013年5月2日播出，劇名為《PRICELESS人生無價》。
- 香港無綫網絡電視煲劇1台於2013年5月5日播出，劇名為《Priceless無價人生》。
- 香港無綫電視J2台於2014年3月8日播出，劇名同樣為《Priceless無價人生》。

## 外部連結
- 富士電視台官網 （日語）

| 富士電視台系列 月九                                  | 富士電視台系列 月九                             | 富士電視台系列 月九 |
| ---------------------------------------------------- | ----------------------------------------------- | ------------------- |
|                                                      | 人生無價 （2012年10月22日－2012年12月24日）     |                     |
| RICH MAN, POOR WOMAN （2012年7月9日－2012年9月17日） | 古書堂事件手帖 （2013年1月14日－2013年3月25日） |                     |

| 緯來日本台 週一至週五23:00 - 00:00             | 緯來日本台 週一至週五23:00 - 00:00          | 緯來日本台 週一至週五23:00 - 00:00 |
| ---------------------------------------------- | ------------------------------------------- | ---------------------------------- |
|                                                | 人生無價 （2013年5月2日－2013年5月15日）    |                                    |
| 西洋骨董洋菓子店 （2013年4月24日－2013年5月1日） | 腦科學先生 （2013年5月16日－2013年5月28日） |                                    |

| 香港 無綫網絡電視煲劇1台 星期日14:00-16:00及21:00-23:00 | 香港 無綫網絡電視煲劇1台 星期日14:00-16:00及21:00-23:00 | 香港 無綫網絡電視煲劇1台 星期日14:00-16:00及21:00-23:00 |
| ------------------------------------------------------- | ------------------------------------------------------- | ------------------------------------------------------- |
|                                                         | Priceless無價人生 （2013年5月5日－2013年6月2日）                 |                                                         |
| （2013年3月24日－2013年4月28日）                        | （2013年6月9日－2013年7月7日）                          |                                                         |